# Velyki Mosty
Velyki Mosty (tiếng Ukraina: Великі Мости) là một thành phố của Ukraina. Thành phố này thuộc tỉnh Lviv. Thành phố này có diện tích ? km2, dân số theo điều tra dân số năm 2022 là 6286 người.